# Hans Riegel
Johannes Peter "Hans" Riegel (10 de marzo de 1923 - 15 de octubre de 2013) fue un empresario alemán dueño de la empresa Haribo desde 1946.
Nacido en Bonn, era el hijo mayor del fundador de la empresa Sr. Hans Riegel, quien inventó el osito de goma en 1922. Después de su graduación de la escuela internado jesuita Aloisiuskolleg, hizo su doctorado en 1951 en la Universidad de Bonn, con su tesis "El desarrollo de la industria mundial de azúcar durante y después de la Segunda Guerra Mundial".
En 1953, fue elegido primer presidente de la asociación alemana de bádminton (Deutscher Badminton-Verband), después de haber ganado el campeonato alemán en los dobles masculino. En 1954 y 1955 ganó el título de dobles mixtos. En el mismo año, organizó la construcción de la primera pista de bádminton de interior en Alemania, (llamado el Haribo-Centre) en Bonn.
Riegel fue propietario del Hotel Jakobsburg y el complejo de golf cerca de Boppard en el valle del Rin en Alemania.